# ورباسکوزید
ورباسکوزید (به انگلیسی: Verbascoside) با فرمول شیمیایی C۲۹H۳۶O۱۵ یک ترکیب شیمیایی با شناسه پاب‌کم ۵۲۸۱۸۰۰ است. که جرم مولی آن ۶۲۴٬۵۹ g/mol می‌باشد. 